# Distretto di Argahandab
Il distretto di Argahandab è un distretto dell'Afghanistan appartenente alla provincia dello Zabol. Conta una popolazione di circa 54.900 abitanti (dati 2006).